# 1870年サウスカロライナ州知事選挙

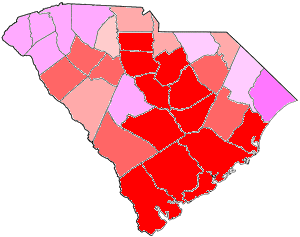
1870年サウスカロライナ州知事選挙結果
スコットが65%以上を得票
スコットが60%から64%以上を得票
スコットが55%から59%を得票
スコットが50%から54%を得票
カーペンターが50%から54%を得票
カーペンターが55%から59%を得票
カーペンターが60%から64%を得票
カーペンターが65%以上を得票

1870年のサウスカロライナ州知事選挙は、1870年10月10日に実施された、公選によるサウスカロライナ州知事の選出選挙である。この選挙では現職の共和党候補ロバート・キングストン・スコットが連合改革党のリチャード・カーペンターを大差で下し、再選を果たした。

## 連合改革党党大会
| 連合改革党予備選挙       | 連合改革党予備選挙 | 連合改革党予備選挙 |
| 候補者名                 | 得票数             | 得票率             |
| ------------------------ | ------------------ | ------------------ |
| リチャード・カーペンター | 77.5               | 95.0               |
| ジョージ・ブライアン     | 4                  | 5.0                |

共和党の急進派は、1868年にスコットが州知事になってから始まった汚職問題を指摘し、改革を訴えた。州の白人はスコットに不満を感じていたが、対立政党となるべき民主党は徹底した白人優越論で失敗し、州知事選挙の準備すらできない状態であった。そのため1870年の州知事選挙にむけてサウスカロライナ州の白人は、現行の共和党の政策に反対するための新たな政党設立を呼びかけ、連合改革党を結成した。
連合改革党は1870年6月15日に、知事と副知事の候補を選出するため、サウスカロライナ州コロンビアにおいて党大会を開催した。そして党大会において連合改革党は、チャールストンの裁判官リチャード・カーペンターを知事候補に、党大会の議長マシュー・バトラーを副知事候補として擁立した。

## 共和党党大会
共和党は1870年7月26日と7月27日に党大会を開催し、現職のロバート・キングストン・スコットを満場一致で擁立することを決定した。共和党は選挙において、土地を所有しない南部出身者に対して市民権を与えること、公有地の一般への売却を議会に要請すること、の2点を公約として掲げた。

## 一般投票
1870年サウスカロライナ州知事選挙結果の一般投票は、10月10日に実施された。結果は共和党のロバート・キングストン・スコットが連合改革党のリチャード・カーペンターを大差で破り、州知事再選を果たした。スコットは特に黒人から大きな支持を受けた。
| 選挙結果 | 選挙結果   | 選挙結果                         | 選挙結果 | 選挙結果 |
| 所属     | 所属       | 候補者名                         | 得票数   | 得票率   |
| -------- | ---------- | -------------------------------- | -------- | -------- |
|          | 共和党     | ロバート・キングストン・スコット | 85,071   | 62.3 %   |
|          | 連合改革党 | リチャード・カーペンター         | 51,537   | 37.7 %   |
|          |            | その他（記入投票）               | 14       | 0.0 %    |
| 合計     | 合計       | 合計                             | 136,622  |          |